# Frederic de Nassau-Weilburg
Frederic de Nassau-Weilburg (en alemany Friedrich von Nassau-Weilburg) va néixer a Metz (França) el 26 d'abril de 1640 i va morir a Weilburg el 8 de setembre de 1675. Era fill del comte Ernest Casimir (1607-1655) i de la comtessa de Sayn-Wittgenstein Anna (1610-1656). Va ser comte de Nassau-Weilburg des de 1665 al 1675.

## Matrimoni i fills
El 26 de maig de 1663 es va casar a Homburg amb Cristina de Sayn-Wittgenstein-Homburg (1646-1678), filla d'Ernest de Sayn-Wittgenstein-Homburg (1599-1649) i de Cristina de Waldeck-Wildungen (1614-1679). El matrimoni va tenir tres fills:
- Joan Ernest, comte i príncep de Nassau-Weilburg, casat amb Maria Polyxena de Leiningen-Dagsburg-Hartenburg (1662-1725).
- Guillem Frederic (1665-1684)
- Maria Cristina (1666-1734)